# Juhi Chawla
Juhi Chawla (Ludhiana, 13 de noviembre de 1967) es una actriz india de Bollywood, galardonada con varios premios.
- जूही चावला en hindi
- جُوہی چاولا, urdu
- Pronunciación: /yuji chaula/.

## Biografía

### Primeros años
Hija primogénita de madre guyaratí y de un médico panyabí, tiene un hermano menor llamado Sanjeev y se graduó en el Sydenham College, en Bombay.
Ganó Miss India en 1984, y más tarde el premio a la mejor vestida ese mismo año en  Miss Universo

### Carrera
De los certámenes de belleza, fue metiéndose en la industria cinematográfica e intervino en la película de 1986 Sultanat y más tarde en el film en canarés Premaloka. Salió en "Goonj" con Kumar Gaurav y Qayamat Se Qayamat Tak supuso su primer éxito en Bollywood en 1988, donde salía con  Aamir Khan.
Hizo una aparición especial en Chandni (1989) producida por Yash Raj Films y más tarde, salió en la aclamada por la crítica Aaina (1993) frente a Jackie Shroff, y luego en Darr (1993) con Sunny Deol y Shahrukh Khan.
Obtuvo el Filmfare Best Actress Award en 1993 por Hum Hain Rahi Pyar Ke. Sus dúos con Aamir Khan cosecharon gran éxito en Qayamat Se Qayamat Tak (1989), Hum Hain Rahi Pyar Ke (1993) o Ishq (1997).
También con  Shahrukh Khan en lo que supuso para él, su primer gran éxito Raju Ban Gaya Gentleman (1992) y más tarde con Darr (1993) y Yes Boss (1997).
Juhi se hizo más tarde productora y copropietaria de la compañía Dreamz Unlimited con Shahrukh Khan y el director Aziz Mirza. Sus dos primeras películas  Phir Bhi Dil Hai Hindustani y Asoka fracasaron en taquilla, pero la tercera Chalte Chalte fue un gran éxito.
Juhi ha aparecido recientemente en varias películas de éxito  3 Deewarein, 7½ Phere y My Brother Nikhil por la que Taran Adarsh dijo que era su mejor actuación. Ganó un Star Screen Award Best Supporting Actress por 3 Deewarein.
Se le ha visto recientemente en Salaam-e-Ishq: A Tribute To Love de Nikhil Advani y con Urmila Matondkar en Bas Ek Pal (2006). Dentro de sus futuros títulos está  Bhoothnath  de Ravi Chopra con Amitabh Bachchan y Swami.

### Vida privada
Está casada con el magnate empresario Jai Mehta y tiene dos hijos.
Dio a luz a su primera hija Jhanvi, el 21 de febrero de 2001. Después a su hijo Arjun.
Su madre, murió en un accidente de tráfico en Praga durante el rodaje de Duplicate .

## Premios
- 1994 - Filmfare Best Actress Award por Hum Hain Rahi Pyar Ke.
- 1999 - Bollywood Movie Award - Most Sensational Actress por Duplicate.
- 2004 - Star Screen Award Best Supporting Actress por 3 Deewarein.

## Filmografía
- The Hundred-Foot Journey (2014)
- Hum Hai Raahi Car Ke (2013)
- Chashme Baddoor (2013)
- Main Krishna Hoon (2012)...Kantaben
- Son Of Sardaar (2012)...Pammi
- Krishna Aur Kans (2012)...Mother Yashoda
- I Am (2011)...Megha
- Ramayana (2010)...Sita
- Luck By Chance (2009)... Minty Romy Rolly
- Kismat Konnection (2008) ... Haseena Bano Jaan
- Bhoothnath (2007) ... Anjali Sharma
- Swami (2007) ... Radha
- Salaam-e-Ishq: A Tribute To Love (2007) ... Seema Bakshi Malhotra
- Waris shah-Ishq Da Waaris (2006)... Heer
- Bas Ek Pal (2006) ... Ira
- Dosti: Friends Forever (2005) ... Aditi
- Home Delivery (2005)
- 7½ Phere (2005) ... Asmi Ganatra
- Paheli (2005) ... Gajrobai
- Khamosh: Khauff Ki Raat (2005) ... Dra. Sakshi Saagar
- My Brother Nikhil (2005) ... Anamika "Anu" Kapoor
- Des Hoyaa Pardes (2004) ... Jassi
- Indian Idol (2004) TV ... Invitada como jurado
- Jhankaar Beats (2003) ... Shanti
- 3 Deewarein (2003) ... Chandrika
- Aamdani Atthanni Kharcha Rupaiya (2001) ... Jhoomri
- Ek Rishtaa: The Bond of Love (2001) ... Priti Kapoor
- One 2 Ka 4 (2001) ... Geeta Choudhary
- Karobaar: The Business of Love (2000) ... Seema Saxena
- Phir Bhi Dil Hai Hindustani (2000) ... Ria Bannerjee
- Gang (2000) ... Sanam
- Shaheed Udham Singh (2000) ... Noor Jehan
- Arjun Pandit (1999) ... Nisha Chopra
- Safari (1999) ... Anjali Agrawal
- Jhooth Bole Kauwa Kaate (1998) ... Urmila Abhyankar/Urmi
- Duplicate (1998) ... Sonia Kapoor
- Harikrishnans (1998) ... Mira
- Ishq (1997) ... Madhu
- Mr. and Mrs. Khiladi (1997) ... Shalu
- Deewana Mastana (1997) ... Dra. Neha Sharma
- Yes Boss (1997) ... Seema Kapoor (Nominada al  Filmfare Best Actress Award)
- Saat Rang Ke Sapne (1997) ... Jalima
- Daraar (1996) ... Priya Bhatia
- Loafer (1996) ... Kiran Mathur
- Bandish (1996) ... Kanta
- Talaashi (1996)
- Naajayaz (1995) ... Inspectora Sandhya
- Aatank Hi Aatank (1995) ... Neha
- Kartavya (1995) ... Kajal Sahay
- Ram Jaane (1995) ... Bela
- Ghar Ki Izzat (1994) ... Geeta
- Saajan Ka Ghar (1994)
- Andaz (1994) ... Saraswati
- Bhagyawan (1994) ... Geeta
- Do Bhai (1994)
- Eena Meena Deeka (1994) ... Meena
- The Gentleman (1994)
- Pramaatma (1994)
- Shatranj (1993) ... Radha
- Tadipaar (1993) ... Aparición especial
- Izzat Ki Roti (1993)
- Pehla Nasha (1993)
- Hum Hain Rahi Pyar Ke (1993) ... Vaijanti Iyer (Ganadora del Filmfare Best Actress Award)
- Aaina (1993) ... Reema Gupta
- Darr (1993) ... Kiran Awasti
- Jaan Per Khel Kar (1993)
- Kabhi Haan Kabhi Naa (1993) ... Aparición especial
- Lootere (1993)
- Bol Radha Bol (1992) ... Radha
- Bewaffa Se Waffa (1992)
- Daulat Ki Jung (1992) ... Asha Agarwal
- Mere Sajna Sath Nibhana (1992)
- Radha Ka Sangam (1992)
- Raju Ban Gaya Gentleman (1992) ... Renu
- Nattukku Oru Nallavan (1991)
- Bhabhi (1991)
- Karz Chukana Hai (1991) ... Radha
- Benaam Badsha (1991) ... Jyoti
- Shanti Kranti (1991)    Película en canarés
- Pratibandh (1990) ... Shanti
- C.I.D. (1990) ... Inspector Raksha Mehra
- Tum Mere Ho (1990) ... Paro
- Swarg (1990) ... Jyoti
- Kaafila (1990) ... Kalpana Awasti
- Shandaar (1990) ... Tulsi
- Zahreelay (1990)
- Goonj (1989) ... Sangeeta Kalekar
- Chandni (1989) ... Devika
- Love Love Love (1989)
- Vicky Dada (1989) ... Shyamlee
- Qayamat Se Qayamat Tak (1988) ... Rashmi
- Premaloka (1987) ...Shashikala  ( en canarés )
- Sultanat (1986) ... Zarina